# Lamprotornis ornatus
Lamprotornis ornatus е вид птица от семейство Скорецови (Sturnidae).

## Разпространение
Видът е разпространен в Сао Томе и Принсипи.